# Elezioni generali a Taiwan del 2012
Le elezioni generali a Taiwan del 2012 si tennero il 14 gennaio per l'elezione del Presidente e dei membri del Parlamento.

## Risultati

### Elezioni presidenziali
| Candidati    | Partiti                          | Voti       | %     |
| ------------ | -------------------------------- | ---------- | ----- |
| Ma Ying-jeou | Kuomintang                       | 6 891 139  | 51,60 |
| Tsai Ing-wen | Partito Progressista Democratico | 6 093 578  | 45,63 |
| James Soong  | Qinmindang                       | 369 588    | 2,77  |
| Totale       | Totale                           | 13 354 305 | 100   |

### Elezioni parlamentari
| Liste                                      | Nazionale  | Nazionale | Nazionale | Collegi    | Collegi | Collegi | Totale seggi |
| Liste                                      | Voti       | %         | Seggi     | Voti       | %       | Seggi   | Totale seggi |
| ------------------------------------------ | ---------- | --------- | --------- | ---------- | ------- | ------- | ------------ |
| Kuomintang                                 | 5 863 379  | 44,55     | 16        | 6 339 301  | 48,18   | 48      | 64           |
| Partito Progressista Democratico           | 4 556 526  | 34,62     | 13        | 5 763 186  | 43,80   | 27      | 40           |
| Unione della Solidarietà di Taiwan         | 1 178 896  | 8,96      | 3         | 0          | 0,00    | -       | 3            |
| Qinmindang                                 | 722 089    | 5,49      | 2         | 175 032    | 1,33    | 1       | 3            |
| Partito Verde di Taiwan                    | 229 566    | 1,74      | -         | 79 729     | 0,61    | -       | -            |
| Nuovo Partito                              | 195 960    | 1,49      | -         | 10 678     | 0,08    | -       | -            |
| Alleanza del Servizio Sanitario Nazionale  | 163 344    | 1,24      | -         | 19 088     | 0,15    | -       | -            |
| Congresso Nazionale di Taiwan              | 118 632    | 0,90      | -         | 19 987     | 0,15    | -       | -            |
| Partito Unito del Popolo                   | 84 818     | 0,64      | -         | 13 044     | 0,10    | -       | -            |
| Partito Taiwanismo                         | 29 889     | 0,23      | -         | 16 280     | 0,12    | -       | -            |
| Partito delle Leggi Fondamentali di Taiwan | 19 274     | 0,15      | -         | 9 666      | 0,07    | -       | -            |
| Unione Apartitica di Solidarietà           | 0          | 0,00      | -         | 168 861    | 1,28    | 2       | 2            |
| People Boss                                | 0          | 0,00      | -         | 5 852      | 0,04    | -       | -            |
| Taiwan Businessmen Party                   | 0          | 0,00      | -         | 3 156      | 0,02    | -       | -            |
| Partito di Destra                          | 0          | 0,00      | -         | 1 852      | 0,01    | -       | -            |
| Indipendenti                               | 0          | 0,00      | -         | 532 270    | 4,05    | 1       | 1            |
| Totale                                     | 13 162 373 | 100       | 34        | 13 157 982 | 100     | 79      | 113          |